# Dieterskirchen
Dieterskirchen è un comune tedesco di 1 060 abitanti, situato nel land della Baviera.